# Дачная (приток Арсеньевки)
Дачная — река в Приморском крае России.
До переименования китайских географических названий в 1972 году — Халаза.
Река берёт своё начало на северо-западных склонах хребта Восточного, образуется из слияния двух ручьёв. Протекает через город Арсеньев. Впадает в реку Арсеньевка справа, на 152 км от её устья. В летнее время часты паводки, вызываемые интенсивными продолжительными дождями.
Длина реки составляет 25 км. Бассейн охватывает территорию в 97 км². Основным притоком является река Пчёлка, у впадения которой создана плотина и сформировано Дачнинское водохранилище, поставляющее питьевую воду в Арсеньев (50-70 % потребления). Дачная имеет 27 притоков длиной менее 10 км, общая протяжённость которых составляет 42 км. Ширина реки 0,4 — 2,5 м; глубина 0,05 — 0,3 м. Замерзание реки начинается в первой декаде ноября. Вскрытие реки начинается в первой декаде апреля.

## Галерея
- Дачи арсеньевцев в долине реки Дачная. Вид с сопки Обзорная.
- Водохранилище в верховьях реки Дачная.

## Источник
- Река Дачная на сайте «Примпогода». primpogoda.ru. Дата обращения: 25 декабря 2024.